# Victoria Olivier
Victoria Olivier (18 maggio 2004) è una sciatrice alpina austriaca.

## Biografia
Originaria di Au e attiva dal novembre del 2020, la Olivier ha esordito in Coppa Europa il 16 dicembre dello stesso anno a Hippach in slalom gigante, senza completare la prova; ai Mondiali juniores di Panorama 2022 ha vinto la medaglia d'argento nella gara a squadre e quella di bronzo nel supergigante e a quelli di Alta Savoia 2024 ha conquistato la medaglia d'oro nella discesa libera. Ha debuttato in Coppa del Mondo il 23 marzo 2024 a Saalbach-Hinterglemm in discesa libera, senza completare la prova, e il 7 dicembre dello stesso anno ha conquistato a Mayrhofen/Hippach in slalom gigante la prima vittoria, nonché primo podio, in Coppa Europa; non ha preso parte a rassegne olimpiche o iridate.

## Palmarès

### Coppa del Mondo
- Miglior piazzamento in classifica generale: 118ª nel 2025

### Mondiali juniores
- 3 medaglie:
  - 1 oro (discesa libera ad Alta Savoia 2024)
  - 1 argento (gara a squadre a Panorama 2022)
  - 1 bronzo (supergigante a Panorama 2022)

### Coppa Europa
- Miglior piazzamento in classifica generale: 2ª nel 2025
- 5 podi:
  - 1 vittoria
  - 3 secondi posti
  - 1 terzo posto

#### Coppa Europa - vittorie
| Data            | Località          | Paese   | Specialità |
| --------------- | ----------------- | ------- | ---------- |
| 7 dicembre 2024 | Mayrhofen/Hippach | Austria | GS         |

Legenda:

GS = slalom gigante

### Campionati austriaci
- 1 medaglia:
  - 1 bronzo (slalom speciale nel 2024)